# Пляша (Вилча)
Пляша (рум. Pleașa) — село у повіті Вилча в Румунії. Входить до складу комуни Вледешть.
Село розташоване на відстані 162 км на північний захід від Бухареста, 7 км на північний захід від Римніку-Вилчі, 99 км на північ від Крайови, 116 км на південний захід від Брашова.

## Населення
За даними перепису населення 2002 року у селі проживали 56 осіб, усі — румуни. Усі жителі села рідною мовою назвали румунську.